# Bisbat de Livramento de Nossa Senhora
El bisbat de Livramento de Nossa Senhora  (portuguès: Diocese de Livramento de Nossa Senhora; llatí: Dioecesis Liberationis Marianae) és una seu de l'Església catòlica al Brasil, que pertany a la regió eclesiàstica Nord-est 3, sufragània de l'arquebisbat de Vitória da Conquista. Al 2020 tenia 265.226 batejats d'un total de 306.202 habitants. Està dirigida pel bisbe Armando Bucciol.

## Territori
La diòcesi compren 20 municipis de la part occidental de l'estat brasiler de Bahia: Livramento de Nossa Senhora, Abaíra, Barra da Estiva, Boninal, Contendas do Sincorá, Dom Basílio, Érico Cardoso, Ibicoara, Ibipitanga, Ibitiara, Iramaia, Ituaçu, Jussiape, Mucugê, Novo Horizonte, Paramirim, Piatã, Rio de Contas, Rio do Pires i Tanhaçu.
La seu episcopal és la ciutat de Livramento de Nossa Senhora, on es troba la catedral de Nossa Senhora do Livramento.
El territori s'estén sobre 23.836 km² i està dividit en 21 parròquies.

## Història
La diòcesi va ser erigida el 27 febbraio 1967 en virtut de la butlla Qui divina liberalitate del papa Pau VI, prenent el territori de la diòcesi de Caetité.
Originàriament sufragània de l'arxidiòcesi de San Salvador de Bahia, el 16 de gener de 2002 passa a formar part de la província eclesiàstica de l'arquebisbat de Vitória da Conquista.

## Cronologia episcopal
- Hélio Paschoal, C.S.S. † (29 de març de 1967 - 21 de gener de 2004 jubilat)
- Armando Bucciol, des del 21 de gener de 2004

## Estadístiques
A finals del 2019, la diòcesi tenia 265.226 batejats sobre una població de 306.202 persones, equivalent al 86,6% del total.
| any  | població | població | població | sacerdots | sacerdots       | sacerdots       | sacerdots             | diàques | religiosos | religiosos | parroquies |
| ---- | -------- | -------- | -------- | --------- | --------------- | --------------- | --------------------- | ------- | ---------- | ---------- | ---------- |
| any  | batejats | total    | %        | total     | clergat secular | clergat regular | batejats por sacerdot | diàques | homes      | dones      |            |
| 1970 | 230.000  | 230.000  | 100,0    | 12        | 5               | 7               | 19.166                |         | 12         | 6          | 19         |
| 1976 | 230.000  | 260.000  | 88,5     | 10        | 5               | 5               | 23.000                |         | 6          | 7          | 19         |
| 1980 | 249.000  | 281.000  | 88,6     | 11        | 4               | 7               | 22.636                |         | 10         | 8          | 19         |
| 1990 | 317.000  | 353.000  | 89,8     | 18        | 6               | 12              | 17.611                |         | 12         | 18         | 30         |
| 1999 | 231.000  | 290.000  | 79,7     | 14        | 7               | 7               | 16.500                |         | 7          | 11         | 19         |
| 2000 | 234.000  | 294.000  | 79,6     | 12        | 6               | 6               | 19.500                |         | 7          | 17         | 19         |
| 2001 | 228.600  | 282.000  | 81,1     | 13        | 8               | 5               | 17.584                |         | 6          | 11         | 19         |
| 2002 | 243.281  | 304.102  | 80,0     | 14        | 6               | 8               | 17.377                |         | 8          | 10         | 19         |
| 2003 | 243.281  | 304.102  | 80,0     | 14        | 9               | 5               | 17.377                |         | 5          | 7          | 19         |
| 2004 | 233.878  | 269.071  | 86,9     | 15        | 9               | 6               | 15.591                |         | 6          | 7          | 19         |
| 2013 | 282.000  | 340.000  | 82,9     | 23        | 15              | 8               | 12.260                |         | 8          | 17         | 21         |
| 2016 | 271.303  | 319.181  | 85,0     | 22        | 16              | 6               | 12.331                |         | 6          | 13         | 21         |
| 2019 | 265.226  | 306.202  | 86,6     | 22        | 15              | 7               | 12.055                |         | 7          | 12         | 21         |